# Битва Хьяднингов

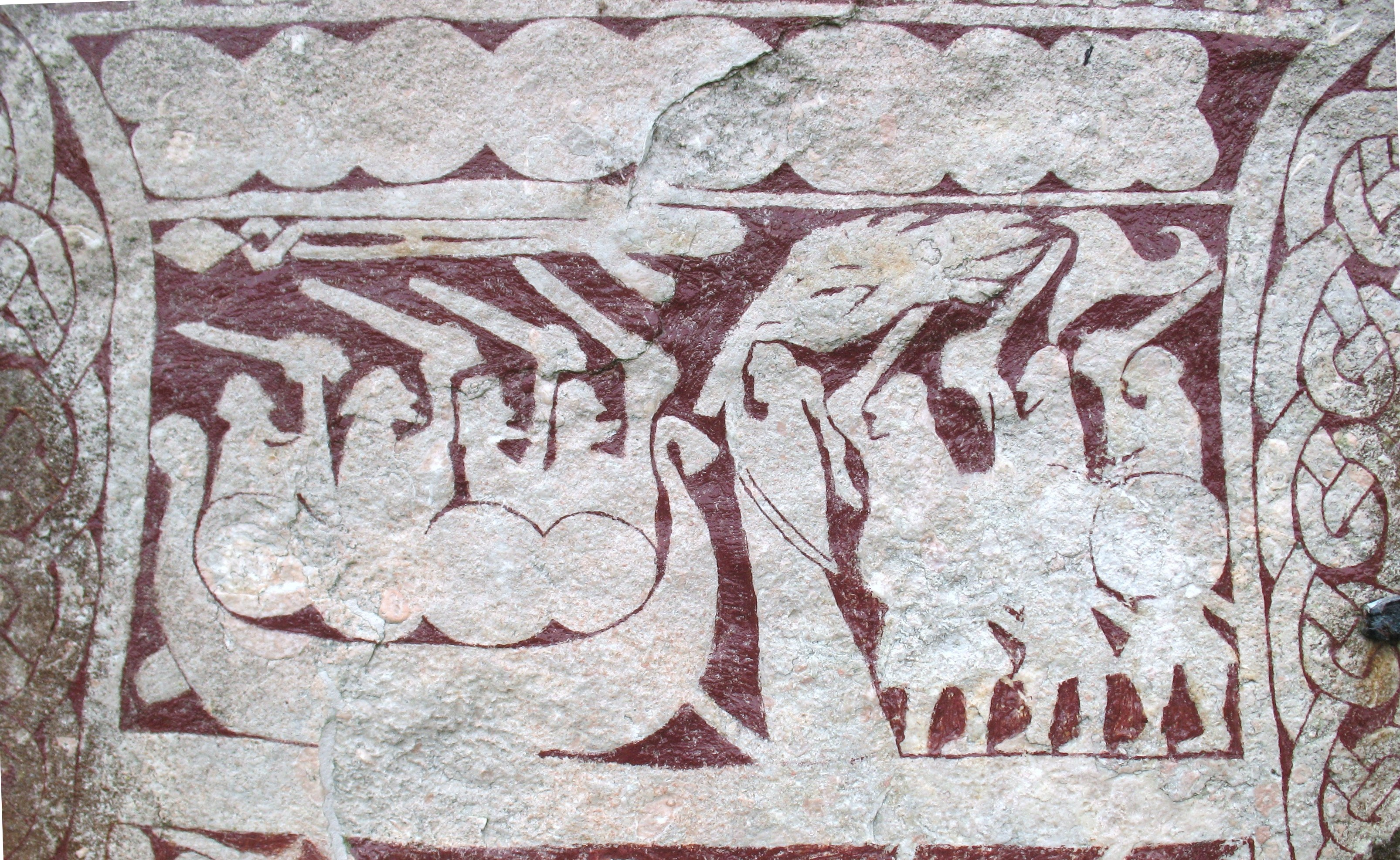
Битва Хьяднингов на картинном камне (Готланд)

Би́тва Хья́днингов (Хья́днингавиг, др.-сканд. Hjaðningavíg) — в скандинавской мифологии нескончаемое (либо очень длительное) сражение между конунгами Хедином и Хёгни.

## Этимология
Hjaðningavíg переводится как «битва Хедина и его воинов». Сходные переводы существуют и в других европейских языках (например, англ. Battle of the followers of Heðinn). Упоминаемые в контексте сражения Хьяднинги — отряд Хедина, а в более широком смысле к ним относят всех участников этой битвы.

## Битва Хьяднингов в «Пряди о Сёрли»

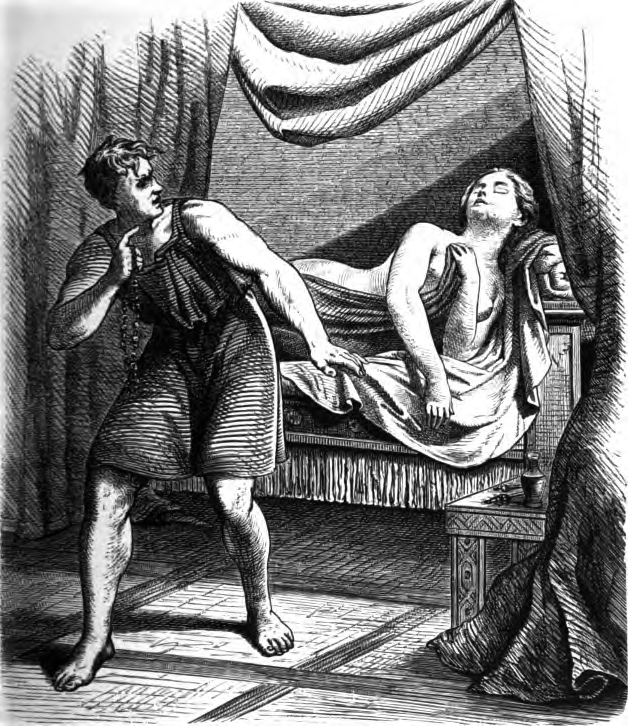
Похищение ожерелья Фрейи, приведшее к битве Хьяднингов

Наиболее полно сюжет битвы Хьяднингов и предшествовавших ей событий изложен в средневековой «Пряди о Сёрли» (др.-сканд. Sörla þáttr), называемой также «Сагой о Хедине и Хёгни».
После того, как по приказу конунга Одина (в Эдде — верховный ас) его слуга Локи (также один из богов) украл у Фрейи (богини любви и плодородия, а в саге — наложницы Одина) золотое ожерелье (вероятно, Брисингамен), она пришла к своему конунгу и потребовала украшение обратно. Один согласился вернуть его при одном условии: Фрейя должна поссорить двух правителей и заставить их затеять сражение, которое под действием её чар и заклинаний должно было длиться вечно. И если кто-нибудь из них падёт в этой битве, то восстанет из мёртвых снова и продолжит бой до тех пор, пока какой-нибудь христианин не вмешается и не убьёт их обоих, освободив тем самым от этого проклятия.
Фрейя, приняв облик статной и красивой Гёндуль (в мифологии — одна из валькирий), опоила колдовским напитком Хедина (др.-сканд. Heðinn), сына африканского[уточнить] конунга, и заставила его нарушить клятву, данную тем своему побратиму, датскому конунгу Хёгни (др.-сканд. Högni). В отсутствие Хёгни Хедин увёл его дочь — Хильд (др.-сканд. Hildr) — и убил его жену, после чего уплыл на корабле датчанина прочь. Хёгни бросился в погоню и настиг беглеца у Хоя, одного из Оркнейских островов, на берегу которого и началось сражение между Хёгни и Хедином. Уже 143 года длилась битва, в которой участвовали также их дружины и каждый из павших воинов поднимался вновь и вновь, когда на остров высадился норвежский конунг Олав Трюггвасон. Один из его дружинников, «добрый христианин» Ивар Луч, и положил ей конец, убив Хёгни, Хедина и всех их людей. На следующий день Ивар теперь вместе с Олавом пришёл на место сражения, но все следы случившихся там событий, уже полностью исчезли.

## Битва Хьяднингов в других источниках

### Эдда
Несколько иначе излагаются события в «Младшей Эдде» («Язык поэзии», часть 49 или 50 — в зависимости от первоисточника): пока Хёгни находился на сходе конунгов, Хедин украл его дочь, разорил его государство и отплыл на север. Только на острове Высокий (так переводится с древнескандинавского название Хой) Хёгни нагнал своего обидчика и его войско.

И завязался между ними бой — его называют битвой Хьяднингов, — и сражались они целый день, а вечером пошли к своим кораблям. Ночью пришла Хильд на поле битвы и колдовством пробудила всех убитых. На другой день конунги возвратились на поле битвы и вступили в бой, и были с ними все те, кто полегли накануне. И так изо дня в день длилась та битва: и убитые, и оставшееся на поле битвы оружие и щиты — все превращалось в камни. Но наутро мертвецы восставали и сражались, и все оружие снова шло в дело. В стихах говорится, что так и застанет Хьяднингов конец света.
Тут же приводятся несколько строф из «Рагнардрапы», подтверждающие сказанное.
Автору «Второй Песни о Хельги убийце Хундинга» («Старшая Эдда») — судя по диалогу: «была ты нам Хильд; / судьбы не оспоришь!», «Оживить бы убитых / и в объятьях твоих / укрыться бы мне!» — также был известен этот сюжет.

### Деяния данов
В «Деяниях данов» (5.9.0) приводится следующая версия: норвежский король Хидин (лат. Hithinus, соответствует исландскому Хедину) полюбил Хильду (лат. Hilda, Хильд), дочь правителя Ютландии Хёгина (лат. Høginus, Хёгни), и, якобы, ещё до помолвки соблазнил и обесчестил её. В поединке двух королей, который должен был разрешить их вражду, Хидин получил от отца Хильд тяжёлую рану, однако тот пощадил его молодость и оставил в живых. Семью годами позднее Хидин и Хёгин вновь сошлись в бою, произошедшем на острове Хидинсё в Балтийском море, и на этот раз сразили друг друга насмерть. Хильда так сильно тосковала по мужу, что ночью при помощи заклинаний взывала к душам убитых, чтобы они могли возобновить сражение.

### Кудруна
В немецкой эпической поэме XIII века «Кудруна» мотивы оживления мертвых и нескончаемого сражения отсутствуют, а на первый план выходит добывание невесты. Отец красавицы Хильды (ср.-в.-нем. Hilden), ирландский король Хаген (ср.-в.-нем. Hagene, соответствует исландскому Хёгни), неизменно убивал всех, кто осмеливался просить руки его дочери. Поэтому отправленный в Ирландию Вате (ср.-в.-нем. Wate), наставник и вассал юного датского короля Хетеля (ср.-в.-нем. Hetele, Хедин), богатыми дарами и рыцарскими доблестями заслуживает дружбу Хагена и его домочадцев, после чего обманом увозит Хильду из отцовского дома. Хаген со своими людьми преследует беглецов и вступает в бой с войском Хетеля. После кровопролитной битвы короли примиряются, и отец одобряет брак своей дочери с правителем датчан, в котором рождается дочь Кудруна (ср.-в.-нем. Kûdrûn), чьим именем и назван эпос.

### Прочие
Отголоски легенды о битве Хьяднингов прослеживаются в средневековой пародийно-героической поэме «Рима о Скиди» (др.-сканд. Skíðaríma), чей герой по приглашению Одина должен рассудить Хедина, добивающегося руки Хильд, и её отца Хёгни, спор которых нарушает мир в Вальхалле. Скиди разрешает эту проблему тем, что предлагает ей в мужья самого себя.
Упоминание персонажей битвы Хьяднингов (др.-англ. Heodeninga) можно встретить также в древнеанглийском стихотворении «Деор», автор которого причисляет себя к людям Хедина, поэме «Видсид», балладе «Хильдина», сохранившейся на Шетландских островах, и в некоторых других текстах.

## Исторические параллели
Повествование о битве Хьяднингов было сложено, вероятно, в районах вблизи Хидинсё и лишь позднее — в скандинавском мифотворчестве — было привязано к Оркнейским островам.
Под именем Ивора Луча может стоять Ивар Лимерик (англ. Ivar of Limerick), последний скандинавский правитель Лимерика, убитый в 977 году, а прообразом Олава Трюггвасона является, вероятно, Олав Кваран, бывший королём Дублина вплоть до 980 года. Таким образом, указанная продолжительность битвы Хьяднингов — 143 года —  могла быть исчислена на основании записей в ирландских анналах, в которых викинги впервые упоминаются в сообщениях, датируемых 837 годом, то есть ровно за 143 года до окончательного избавления от их владычества (980 год). По другим предположениям окончание битвы Хьяднингов приходится на год провозглашения Олава Трюггвасона королём Норвегии (955).
Саксон Грамматик относил описываемые события ко времени правления короля Дании Фродо III, который, однако, сам по себе является легендарной фигурой.

## Интерпретации и значение
Сказание о битве Хьяднингов относится к традиционному фольклорному мотиву «Убитые воины еженощно оживают» (E155.1). Кроме того она — как вечно возобновляемое сражение — может ассоциироваться с борьбой весны и зимы, дня и ночи, света и тьмы. В основе легенды согласно одному из мнений  лежит реконструированный миф о похищенной демоном смерти (Хёгни) богини плодородия (Хильд), освобождённой затем юным богом (Хедин); причём Один, поддерживает обе стороны участвующих в битве, даруя им одновременно и непобедимость, и гибель.
Повествование «Пряди о Сёрли» носит явно антиязыческий характер: старые верования показаны бессильными против христианства, а герои представлены здесь случайно выбранными жертвами интриг богов Асгарда. От упоминаемого в нём напитка забвения, который выпил Хедин, можно провести параллель к аналогичному зелью, который лишает памяти Сигурда. А оживление убитых воинов, которое производит Хильд, является своего рода земным аналогом воскрешения убитых эйнхериев в небесных чертогах Одина (близость между Хьяднингами и эйнхериями отмечал ещё немецкий исследователь средневековья Отто Хёфлер). При этом жизнь в Вальхалле, отданная сражениям и пиршествам, традиционно представляется полностью положительной, но соотносимая с ней бесконечная битва Хьяднингов изображается резко отрицательно и бросает на неё тем самым свою негативную тень.
Интересна роль Хильды в этом сюжете: с одной стороны она пытается отговорить Хёгни и Хедина от предстоящей битвы и одновременно подталкивает их к ней. Из текста Эдды не ясна и её дальнейшая судьба: воскрешает ли она павших воинов всякий раз сама или это происходит впоследствии уже без её участия. В саге образ главной героини — Хильд — существенно изменён: она предстает здесь уже не как прямая виновница битвы между её отцом и мужем, ответственная за постоянное возобновление кровопролитного сражения (эту роль перенимает Фрейя), но всего лишь как его свидетельница и невольная жертва.
Значение битвы Хьяднингов в скандинавской мифологии и поэзии ещё раз подтверждается многочисленными кеннингами, связанными с этой легендой: так золото называется «камнями Хьяднингов», оружие — «огнем или прутьями Хьяднингов», женщина — «порослью камней Хьяднингов», а битва — «непогодой либо бураном Хьяднингов».